# Wanna Be Startin' Somethin'
Wanna Be Startin' Somethin' är en låt från 1982 med Michael Jackson från musikalbumet Thriller. Jackson framförde låten på Bad Tour, Dangerous Tour, HIStory World Tour samt på Victory Tour.